# Rob Stewart (attore)
Rob Stewart (Toronto, 23 luglio 1961) è un attore canadese.

## Filmografia parziale

### Cinema
- Scacco all'organizzazione (Kounterfeit), regia di John Asher (1996)
- Contatti scandalosi (An American Affair), regia di Sebastian Shah (1997)
- Ombre dal passato (Motel Blue), regia di Sam Firstenberg (1999)
- Devour - Il gioco di Satana (Devour), regia di David Winkler (2005)
- Foxfire - Ragazze cattive (Foxfire), regia di Laurent Cantet (2012)
- Molly Maxwell, regia di Sara St. Onge (2013)
- Population Zero, regia di Julian T. Pinder e Adam Levins (2016)
- Kodachrome, regia di Mark Raso (2017)
- Falls Around Her, regia di Darlene Naponse (2018)
- Sugar Daddy, regia di Wendy Morgan (2020)

### Televisione
- Alfred Hitchcock presenta (Alfred Hitchcock Presents) – serie TV, episodio 4x03 (1988)
- Tropical Heat – serie TV, 66 episodi (1991-1993)
- Highlander (Highlander: The Series) – serie TV, episodio 3x05 (1994)
- Sinbad – serie TV, episodio 1x04 (1996)
- High Incident – serie TV, episodi 2x14-2x16-2x17 (1997)
- Operazione Delta Force (Operation Delta Force), regia di Sam Firstenberg – film TV (1997)
- Un desiderio è un desiderio (The Christmas List), regia di Charles Jarrott – film TV (1997)
- Il dolce inganno (Sweet Deception), regia di Timothy Bond – film TV (1998)
- Due di cuori (Two of Hearts), regia di Harvey Frost – film TV (1999)
- Amazon – serie TV, 22 episodi (1999-2000)
- Nash Bridges – serie TV, episodio 6x18 (2001)
- Tom Stone – serie TV, episodio 2x11 (2003)
- Jake 2.0 – serie TV, episodio 1x10 (2003)
- Profezia di un delitto (5ive Days to Midnight), regia di Michael W. Watkins – miniserie TV (2004)
- The Collector – serie TV, episodio 1x08 (2004)
- Show Me Yours – serie TV, episodi 2x06-2x07 (2004)
- G-Spot – serie TV, episodi 1x07-1x08 (2005)
- Missing (1-800-Missing) – serie TV, episodio 3x11 (2005)
- Painkiller Jane – serie TV, 22 episodi (2007)
- ReGenesis – serie TV, episodi 4x03-4x04 (2008)
- Figlia del silenzio (The Memory Keeper's Daughter), regia di Mick Jackson – film TV (2008)
- Dear Prudence - Vacanza con delitto (Dear Prudence), regia di Paul Schneider – film TV (2008)
- The Good Witch's Garden - Il giardino dell'amore (The Good Witch's Garden), regia di Craig Pryce – film TV (2009)
- Being Erica – serie TV, episodio 2x07 (2009)
- Valemont – miniserie TV, puntate 34-35 (2009)
- Majority Rules! – serie TV, 9 episodi (2009-2011)
- Republic of Doyle – serie TV, episodio 1x02 (2010)
- La piccola moschea nella prateria (Little Mosque on the Prairie) – serie TV, episodio 4x15 (2010)
- The Bridge – serie TV, episodio 1x04 (2010)
- Lost Girl – serie TV, episodio 1x11 (2010)
- Nikita – serie TV, 23 episodi (2010-2012)
- XIII – serie TV, episodio 1x05 (2011)
- Flashpoint – serie TV, episodio 4x03 (2011)
- Combat Hospital – serie TV, episodio 1x10 (2011)
- John A.: Birth of a Country, regia di Jerry Ciccoritti – film TV (2011)
- Metal Tornado, regia di Gordon Yang – film TV (2011)
- The L.A. Complex – serie TV, 4 episodi (2012)
- Heartland – serie TV, episodi 6x03-6x07 (2012)
- Beauty and the Beast – serie TV, 6 episodi (2012-2013)
- Defiance – serie TV, episodio 1x07 (2013)
- Cracked – serie TV, episodio 2x01 (2013)
- Suits – serie TV, 5 episodi (2013)
- Working the Engels – serie TV, episodi 1x06 (2014)
- Amicizie pericolose (Guilty at 17), regia di Anthony Lefresne – film TV (2014)
- Reign – serie TV, episodi 2x16-2x17 (2015)
- Ragione o sentimento (Lead with Your Heart), regia di Bradley Walsh – film TV (2015)
- Dark Matter – serie TV, episodi 1x01-1x02 (2015)
- Killjoys – serie TV, 31 episodi (2015-2019)
- Slasher – serie TV, 6 episodi (2016)
- Incorporated – serie TV, 6 episodi (2016)
- Saving Hope – serie TV, episodio 5x14 (2017)
- Schitt's Creek – serie TV, episodio 4x10 (2018)
- In Contempt – serie TV, 5 episodi (2018)
- Designated Survivor – serie TV, 4 episodi (2019)
- Lo straordinario mondo di Zoey (Zoey's Extraordinary Playlist) – serie TV,  episodi 2x03-2x04-2x05 (2021)
- Private Eyes – serie TV,  episodio 5x08 (2021)
- Mayor of Kingstown – serie TV,  episodi 1x03-1x05-1x10 (2021-2022)

## Doppiatori italiani
Nelle versioni in italiano delle opere in cui ha recitato, Rob Stewart è stato doppiato da:
- Claudio Moneta in Jake 2.0
- Massimo Lodolo in Sinbad
- Andrea Lavagnino in Nikita
- Antonio Palumbo in Slasher
- Sergio Lucchetti in Mayor of Kingstown
- Giovanni Caravaglio in Private Eyes